# Alexios V.

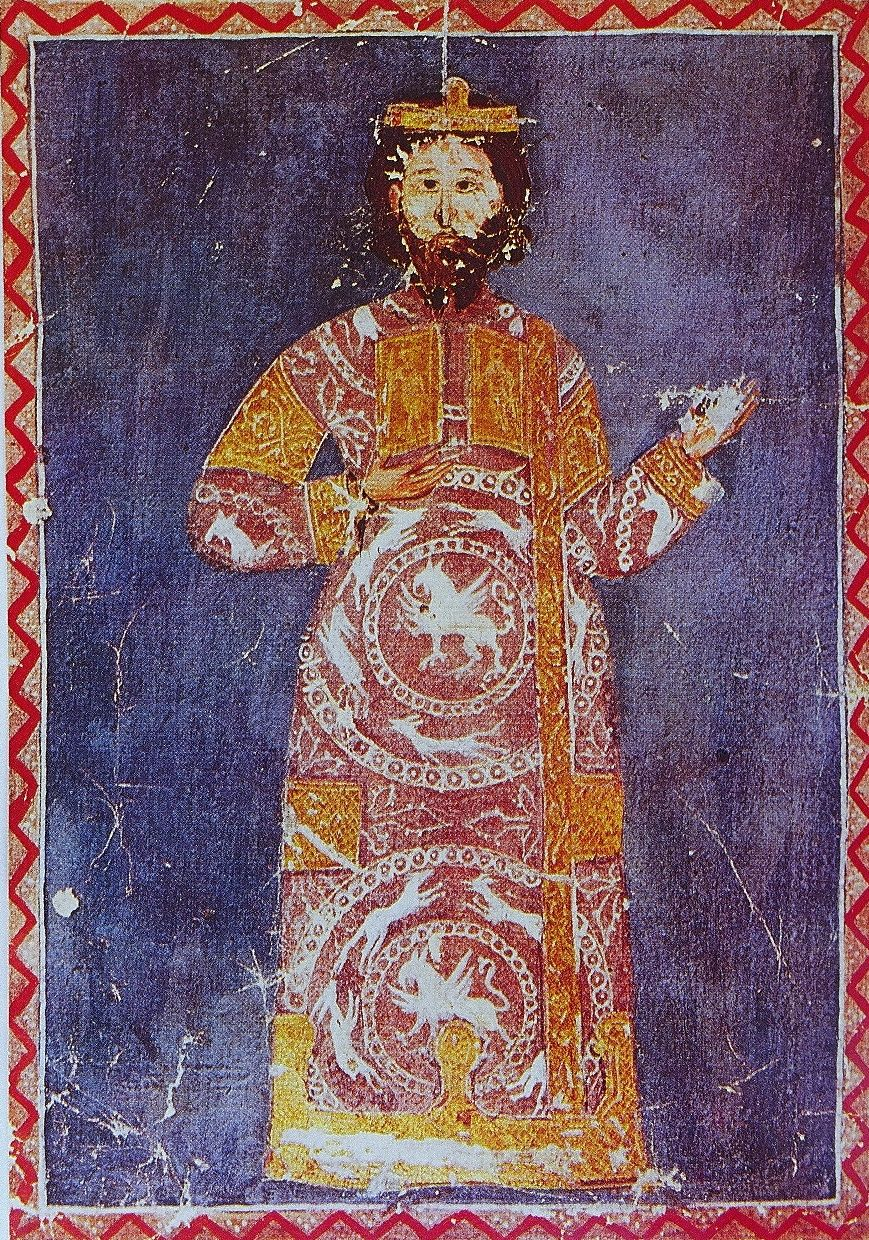
Alexios V.

Alexios V. Dukas Murtzuphlos (mittelgriechisch Ἀλέξιος Εʹ Δούκας ὁ Μούρτζουφλος; * um 1160; † nach 13. April 1204 in Konstantinopel) war byzantinischer Kaiser vom 5. Februar 1204 bis zum 13. April 1204. Sein Beiname „Murtzuphlos“ bezieht sich auf seine außergewöhnlich buschigen Augenbrauen. Er war mit Eudokia verheiratet, einer Tochter Kaiser Alexios III.
Seine Erhebung war das Ergebnis einer Revolution in Konstantinopel gegen Isaak II. und Alexios IV., bei der beide Regenten am 25. Januar 1204 abgesetzt und zunächst durch Nikolaos Kanabos ersetzt wurden. Nachdem er Alexios IV. erwürgen ließ und auch Isaak II. starb (vermutlich wurde er auf seinen Befehl vergiftet), ließ er Nikolaos Kanabos nach wenigen Tagen der Herrschaft wieder absetzen und inhaftieren. Am 5. Februar bestieg er als Alexios V. selbst den Thron.
Mit großem Mut leitete Alexios V. die Verteidigung der Stadt, die von den Rittern des Vierten Kreuzzuges belagert wurde. Als er aber die Aussichtslosigkeit seiner Situation erkennen musste, floh er am 12. April zu Alexios III., um sich mit diesem gegen die Kreuzfahrer zu verbünden. Doch sein Schwiegervater ließ ihn blenden und lieferte ihn an seine Gegner aus. Als Mörder von Alexios IV., den die Kreuzritter als legitimen Herrscher betrachteten, wurde er zum Tode verurteilt und von der Theodosius- oder Justinian-Säule gestürzt.
Alexios V. war der letzte byzantinische Kaiser vor der Errichtung des Lateinischen Kaiserreichs, das die Stadt die nächsten 57 Jahre beherrschte.